# 남의 것이 더 좋아
《남의 것이 더 좋아》(The Grass Is Greener)는 영국에서 제작된 스탠리 도넌 감독의 1960년 로맨틱 코미디 영화이다. 케리 그랜트, 데버러 카, 로버트 미첨, 진 시먼스가 주연으로 출연하였고 스탠리 도넌 등이 제작에 참여하였다.

## 출연

### 주연
- 케리 그랜트 - 빅터, 라이얼 백작 역
- 데버러 카 - 힐러리, 라이얼 백작 부인 역

### 조연
- 로버트 미첨
- 진 시먼스
- 머리 왓슨
- 조앤 베넘
- 그웬 왓퍼드

## 제작진
- 미술: 폴 셰리프
- 제작 보조: 제임스 H. 웨어